# Didymops
Didymops is een geslacht van libellen (Odonata) uit de familie van de prachtlibellen (Macromiidae).

## Soorten
Didymops omvat 2 soorten:
- Didymops floridensis Davis, 1921
- Didymops transversa (Say, 1840)